# 關根理沙
關根理沙（せきね りさ，1993年4月12日—），日本女子游泳运动员。神奈川縣出生，先后畢業於樽町中学校以及神奈川综合高校。

## 生涯
2010年，關根代表日本參加廣州亞運會游泳比賽的女子4x200米自由泳接力比賽，奪得銀牌。